# Панчен-лама VIII
Тенпай Вангчук (тиб. བསྟན་པའི་དབང་ཕྱུག་་, 1855 —  1882) — Панчен-лама VIII, тибетский религиозный и политический деятель.
Восьмой Панчен-ламы, Тенпай Вангчук также известный как Намгьял Wangdui Гьялцен родился в 1855 году в уезде Намлинг округа Шигадзе на западном Тибете. Его отца звали Тензин Вангжья, а мать — Zhaxila (китайская транскрипция). Он происходил из аристократической семьи, принадлежащей буддийской школе Ньингма. Один из членов его семьи был реинкарнацией в школе Ньингма. Тот факт, что новый Панчен-лама вышел из другой традиции, возбудил недовольство монахов монастыря Ташилунпо, который традиционно принадлежит школе Гелугпа. 
В 1857 году Тенпай Вангчук был определен в качестве восьмого воплощения Панчен-ламы. Он был первым Панчен-ламой, которого определили жеребьевкой с помощью золотой чаши (или "золотой урны"). В 1860 году, в возрасте 5 лет Тенпай Вангчук в присутствии Ретинга Ринпоче Хутухты занял наконец престол в монастыре Ташилунпо как восьмое воплощение Панчен-ламы.
В 1877 (или 1878) Тенпай Вангчук вместе с регентом Тензин Хутухтой определил с использованием золотой урны XIII-го Далай-ламу. Панчен-лама VIII умер в 1882 году в возрасте 27 лет.
Все гробницы Панчен-лам, от пятого до девятого, были уничтожены во время Культурной революции и были восстановлены Десятым Панчен-ламой в виде огромной гробницы в монастыре Ташилунпо в Шигадзе, известной как Таши Лангяр.